# Guldfoten
Guldfoten, officiellt benämnd The Golden Foot, är ett pris som sedan 2003 delas ut till en fotbollsspelare med framgångsrik internationell karriär, är 29 år fyllda och har en stark personlighet. Priset initierades av Monacobaserade fotbollsmanagmentföretaget World Champions Club och delas ut i samarbete med Monacos statliga turistorganisation Monaco Government Tourist Office and Convention Authority.
Priset delas ut för spelarens samlade gärning både individuellt och i lag och kan bara vinnas en gång. En jury bestående av journalister från hela världen utser 10 nominerade. Sedan sker en omröstning över internet där vinnaren utses. Furst Albert II av Monaco är utsedd till prisets beskyddare och är prisutdelare.
Kopplat till priset, som är ett förgyllt fotspår med en diamantbeströdd stjärna, är Champions Promenade. Det är en del av Monte Carlos strandpromenad med avgjutna fotspår från gamla och blivande fotbollslegender som är inspirerad av Hollywoods Walk of fame.

## Pristagare
| År   | Spelare              | Klubb             |
| ---- | -------------------- | ----------------- |
| 2003 | Roberto Baggio       | Brescia           |
| 2004 | Pavel Nedvěd         | Juventus          |
| 2005 | Andriy Shevchenko    | Milan             |
| 2006 | Ronaldo              | Real Madrid       |
| 2007 | Alessandro Del Piero | Juventus          |
| 2008 | Roberto Carlos       | Fenerbahçe        |
| 2009 | Ronaldinho           | Milan             |
| 2010 | Francesco Totti      | Roma              |
| 2011 | Ryan Giggs           | Manchester United |
| 2012 | Zlatan Ibrahimović   | Paris SG          |
| 2013 | Didier Drogba        | Galatasaray       |
| 2014 | Andres Iniesta       | Barcelona         |
| 2015 | Samuel Eto'o         | Antalyaspor       |
| 2016 | Gianluigi Buffon     | Juventus          |
| 2017 | Iker Casillas        | FC Porto          |
| 2018 | Edinson Cavani       | Paris SG          |
| 2019 | Luka Modric          | Real Madrid       |
| 2020 | Cristiano Ronaldo    | Juventus          |

### Pristagare per land
| Land            | Antal pristagare |
| --------------- | ---------------- |
| Italien         | 4                |
| Brasilien       | 3                |
| Spanien         | 2                |
| Tjeckien        | 1                |
| Ukraina         | 1                |
| Wales           | 1                |
| Sverige         | 1                |
| Elfenbenskusten | 1                |
| Kamerun         | 1                |
| Uruguay         | 1                |
| Kroatien        | 1                |
| Portugal        | 1                |

### Antal pristagare per klubb
| Klubb             | Antal vinnare |
| ----------------- | ------------- |
| Juventus          | 4             |
| Milan             | 2             |
| Paris SG          | 2             |
| Real Madrid       | 2             |
| Brescia           | 1             |
| Fenerbahçe        | 1             |
| Roma              | 1             |
| Manchester United | 1             |
| Galatasaray       | 1             |
| Barcelona         | 1             |
| Antalyaspor       | 1             |
| FC Porto          | 1             |